# Tigrane (Orontide)
Pour les articles homonymes, voir Tigrane.
 (février 2019).
Tigrane ou Dikran est un roi d’Arménie, de la dynastie des Haïganiens, mort en 580 av. J.-C. Il succéda en 565 à son père, Erovant Ier. 
C’était un prince doué de qualités brillantes et qui le premier fit connaître sa nation aux peuples étrangers. Cyrus, forcé de fuir les persécutions d’Astyage, roi des Mèdes, étant venu lui demander asile, il l’accueillit favorablement, se lia avec lui d’amitié et lui donna en mariage une de ses sœurs. 
Bientôt après les deux princes firent la guerre au roi des Mèdes, qui voulait se défaire de l’un et de l’autre, le vainquirent à plusieurs reprises et, d’après Moïse de Khorène, Tigrane dans une dernière bataille tua Astyage de sa propre main. Le roi d’Arménie fit alors monter Cyrus sur le trône de Médie, l’aida à combattre les rois de Lydie et de Babylone, dont ils se partagèrent les dépouilles et ajouta à ses possessions le Caucase, la Géorgie, la Cappadoce et l’Albanie. 
On lui attribue la fondation de la ville de Tigranocerte.

## Source
« Tigrane (Orontide) », dans Pierre Larousse, Grand dictionnaire universel du XIXe siècle, Paris, Administration du grand dictionnaire universel, 15 vol., 1863-1890 [détail des éditions].